# Gluten

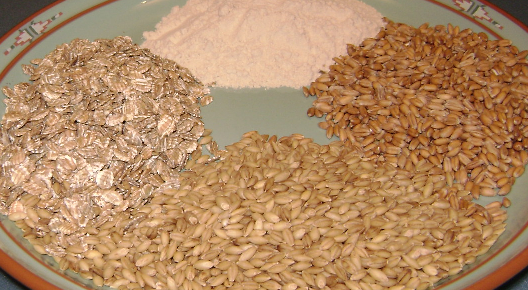
El gluten proviene de los cereales de invierno, en especial el trigo, con los que se elabora pan, dulces, pastas y diversos aditivos, presentes en una gran cantidad de productos alimenticios elaborados.

El gluten es un conjunto de proteínas contenidas en las semillas de algunos cereales, fundamentalmente el trigo, pero también la cebada y el centeno, así como cualquiera de sus variedades e híbridos (tales como la espelta, la escanda, el kamut, el triticale y el farro), y algunas variedades de avena. El gluten está compuesto por gliadinas y gluteninas. Representa el 80-90% del total de las proteínas del trigo. Es apreciado por sus cualidades viscoelásticas únicas, que aportan elasticidad a la masa de harina, lo que permite que junto con la fermentación el pan obtenga volumen, así como la consistencia elástica y esponjosa de los panes y masas horneadas. Las proteínas del gluten se localizan en cuerpos proteicos ubicados en el endospermo del grano, durante el proceso de amasado tiene lugar la ruptura de estos cuerpos, formándose una estructura tridimensional en forma de red continua en la que se encuentra integrado el almidón. Esta red se mantiene gracias a uniones covalentes y no covalentes entre los péptidos lo que le da a la masa una estructura elástica y extensible. Por este motivo, obtener un pan de calidad sin el aporte de las propiedades del gluten es un desafío considerable, el método más común para reemplazarlo es utilizar una mezcla de ingredientes que incluyen  lácteos, almidones, hidrocoloides y fibra, en este proceso los hidrocoloides son aditivos esenciales, pues provocan viscosidad de la masa y retienen agua, es decir mimetizan la acción del gluten, entre los más empleados se encuentran la goma  garrofín, la goma guar, la goma xantana y el agar.  Para la mayoría de las personas, el consumo de gluten no representa un riesgo para la salud. Sin embargo, en un porcentaje muy pequeño de la población (<1 %) con una predisposición genética específica, el gluten puede desencadenar enfermedad celíaca y otros trastornos relacionados.

## Historia
Aunque el trigo es consumido desde hace miles de años, junto con otros cereales, el gluten fue descubierto en el siglo XVIII. En 1728, Jacopo Bartholomew Beccari, de la Universidad de Bolonia, lavó a mano una masa de harina y pudo aislar por primera vez el gluten y lo describió como un material gelatinoso opuesto a los solubles amiláceos.
En 1893, Osborne y Voorhees desarrollaron el procedimiento de fraccionamiento que se utiliza actualmente. Observaron que las proteínas individuales no podían ser consideradas gluten, pero cuando se asociaban aparecía la sustancia descripta por Beccari.
En 1936, Balls y Hale describieron el desdoblamiento del gluten mediante la adición de agentes reductores como cisteína y glutatión. De manera inadvertida, descubrieron que los enlaces disulfuros cumple un papel fundamental en la estructura y función del gluten.

## Composición
El trigo es uno de los cultivos más importantes de la humanidad desde hace miles de años y una de las bases de la alimentación en todo el mundo, el pan y la pasta en sus múltiples formas son esenciales a nivel mundial para la alimentación humana.  Se calcula que la superficie dedicada al cultivo del trigo en todo el mundo supera los 200 millones de hectáreas y la producción mundial anual es mayor a los 700 millones de toneladas de grano. Las principales variedades son el trigo blando (Triticum aestivum L.), que se utiliza sobre todo para la elaboración del pan y el trigo duro (Triticum durum L.), que se emplea sobre todo para la fabricación de pasta. Las propiedades químicas y físicas de las proteínas del gluten, que son las proteínas de almacenamiento del grano le otorgan características únicas.
Las proteínas se encuentran de forma natural en todos los organismos vivos, tanto animales como vegetales, son polímeros formados por una cadena de aminoácidos. Las proteínas que se encuentran en los cereales se dividen en cuatro grupos: albúminas, globulinas, prolaminas y glutelinas. Las albúminas y las globulinas son proteínas con actividad metabólica, mientras que las prolaminas y las glutelinas son las proteínas de almacenamiento de los cereales y sirven como fuente de nitrógeno durante el proceso de germinación del grano. Inicialme las prolaminas del trigo se llamaron gliadinas y las glutelinas se incluyeron en el grupo de las gluteninas. No obstante, esta primitiva clasificación está en la actualidad superada gracias a los estudios genéticos, de tal forma que las gluteninas se consideran también un tipo de prolaminas ya que están estrechamente relacionadas por su evolución con las gliadinas. También existen prolaminas en los demás cereales: secalina (centeno), hordeína (cebada), avenina (avena), zeína (maíz), orzeína (arroz) y kafirina (sorgo). Las prolaminas y gluteninas se localizan en el endosperma del grano, pero no se encuentran en el pericarpio ni en el germen, la planta las utiliza para facilitar la germinación de la semilla. El porcentaje de proteínas de los granos de trigo es muy variable, oscila entre el 6% y el 27%, aunque la mayor parte de las variedades de uso común contienen entre un 8% y un 16% de proteínas. Estas diferencias se deben a diversos factores, entre ellos las propiedades genéticas de las variedad, pero también depende de las condiciones del cultivo, las proteínas se sintetizan de forma continua durante el proceso de fructificación  de la planta, pero la síntesis de almidón tiene lugar sobre todo en la fase final de maduración. Por este motivo cuando las condiciones de humedad y nutrientes en la última fase de maduración son buenas, el rendimiento es alto, pero la proporción de almidón es más alta y la de proteínas más baja, por el contrario cuando a la planta le faltan nutrientes y húmedad en la última fase de maduración, el grano es más pobre en almidón y el porcentaje de proteínas es mayor.
El gluten se define clásicamente como la sustancia que queda cuando una masa hecha con harina de trigo y agua se lava suavemente con un exceso de agua o solución salina diluida para eliminar la mayor parte del almidón y las sustancias soluble. El material restante es en un 75-80% proteína, variando la proporción  dependiendo de lo bien que se lave el material. Por lo tanto, las proteínas de gluten se obtienenn a partir del trigo. Sin  embargo existen proteínas afines presentes en otros cereales como la cebada y el centeno y en muchas ocasiones, de forma inexacta, se suele hacer referencia a ellas como gluten. El gluten de trigo está formado por las proteínas llamadas gluteninas y gliadinas (90%), lípidos (8%) y carbohidratos (2%). El gluten es el responsable de que la harina de trigo sea panificable. Las gluteninas le aportan elasticidad a la masa de pan, de modo que cuando se estira tiende a recuperar su forma original. Las gliadinas se estabilizan por enlaces disulfuro intramoleculares y le proporcionan pegajosidad a la masa, al mismo tiempo que son responsables de su extensibilidad, es decir, que se extiende sin llegar a romperse. Las gliadinas son
monoméricas, sin embargo las gluteninas forman polímeros que se estabilizan mediante puentes disulfuro que las mantenen físicamente unidas entre sí, formando grandes agregados de tamaño variable.
Estas proteínas son las más grandes que se conocen en la naturaleza.
 
Las gluteninas del trigo, son proteínas poliméricas relacionadas con la fuerza y extensibilidad de la masa, las gliadinas son proteínas monoméricas, responsables de la viscoelasticidad. Ambos grupos proteicos son componentes muy importantes para la calidad de las masas destinadas a panadería. Con base en su movilidad en la electroforesis, las gluteninas se clasifican dependiendo de su peso molecular en gluteninas de peso molecular alto cuando se encuentra entre 80-120 kDa y bajo si oscila entre 30-50 kDa. El 20 % de las gluteninas son de peso molecular alto (GAMP) y el 80% bajo (GABP). Las GAPM están codificadas por los loci Glu-A1, Glu-B1 y Glu-D1 que se localizan en los brazos largos de los cromosomas 1A, 1B y 1D,  mientras que las GBMP son muy  polimórficas y están codificadas por los loci Glu-A3, Glu-B3 y Glu-D3 localizados en los brazos cortos de los cromosomas del grupo 1. Estos loci se encuentran ligados al locus Gli-., que codifica para gliadinas.
 A lo largo de los siglos, el proceso de selección genética realizado por el hombre ha modificado las variedades de trigo originales (Triticacee), hasta obtener el gran número de variedades que existen en la actualidad.   

## Técnicas analíticas para la detección de gluten en los alimentos
Las principales técnicas que se utilizan son:
- Ensayo inmunoenzimático ELISA. Es un método inmunológico clásico que se realiza con rapidez y proporcionan alta sensibilidad. Pueden producirse falsos negativos cuando las proteínas se alteran durante el procesado de los alimentos, también se producen falsos positivos por reacciones cruzadas entre especies muy relacionadas. Uno de los aspectos principales para obtener resultados fiables es el método de extracción de gluten de la muestra, debido a que es una proteína muy compleja e insoluble en agua, por lo que es preciso utilizar combinaciones de alcoholes y agentes reductores para conseguir solubilizarla antes de realizar el test.[26]
- Detección de ADN. Los métodos analíticos basados en la detección de ADN tienen la ventaja de que se ven poco afectados por el procesamiento de los alimentos que en muchas ocasiones desnaturaliza o degrada las proteínas, sin embargo el ADN aunque se fragmente puede ser detectado con relativa facilidad. En realidad estos métodos no detectan las proteínas del gluten, sino la presencia en el material analizado del ADN correspondiente a una determinada especie vegetal como el trigo o la cebada. Entre las técnicas empleadas una de las más utilizadas es la reacción en cadena de la polimerasa (PCR) que consiste en la obtención de múltiples copias de un fragmento específico de ADN, pueden realizarse tantas PCRs selectivas como se considere necesario para detectar las especies vegetales  que se desea investigar. Si en el diseño del ensayo se utilizan fragmentos de gliadinas, secalinas, hordeínas y aveninas, pueden detectarse todas las especies vegetales que contienen gluten.[26] [27]
- Técnica Western Blot. El primer paso es la extracción de las prolaminas del alimento, posteriormente se realiza la separación de las proteínas mediante electroforesis y finalmente la incubación con anticuerpos específicos frente a gliadinas de trigo. Es un procedimiento más laborioso que la técnica ELISA.[26]
- Espectrometría de masas. El fundamento de la espectrometría de masas se basa en comparar los perfiles de las proteínas obtenidas de un alimento con los perfiles característicos de prolaminas extraídas de estándares de cereales. Las muestras deben ionizarse previamente debido a que los iones son más fáciles de manipular que las moléculas completas, posteriormente  los iones se separan según su masa y carga tras ser acelerados en el vacío utilizando un campo eléctrico. Esta técnica permite la detección de las prolaminas del trigo, centeno, cebada y avena (gliadinas, secalinas, hordeínas y aveninas). El método es rápido y la interpretación fácil, pero el equipo necesario es caro y no está disponible en laboratorios no especializados, además es necesaria la elaboración de bibliotecas de perfiles de espectros.[26]
- Técnicas cromatográficas. La cromatografía es un procedimiento físico de separación de componentes permitiendo identificar y determinar las cantidades de cada uno de ellos. Para realizar el análisis de alimentos se utiliza la cromatografía líquida que permite detectar la presencia de péptidos y proteínas en alimentos. Tiene la ventaja de que posee una gran capacidad de separar los diferentes péptidos presentes en la muestra, sin embargo es un método laborioso que requiere mucho tiempo y no es fácil de automatizar.[26]
- Tiras inmunocromatográficas. La muestra que se desea analizar se aplica sobre una tira en la que se ubican anticuerpos que reconocen el gluten unidos a esferas coloreadas de látex. Finalmente la presencia del gluten se visualiza como una banda de color presente en la tira. El resultado es solamente positivo o negativo, no es posible establecer la concentración. Es un método muy sencillo y la interpretación es únicamente visual, sin embargo la información que proporciona es orientativa por la falta de precisión.[26]

## Propiedades nutricionales
Las proteínas del gluten son deficientes en el aminoácido esencial lisina, por lo que según el método para medir la calidad de las proteínas promovido por la Organización de las Naciones Unidas para la Alimentación y la Agricultura, su calidad es superada por otras proteínas, como las procedentes de la carne roja, el huevo o los guisantes.  Existen diez aminoácidos que se consideran esenciales, puesto que los animales no pueden sintetizarlos y deben conseguirlos a través de la alimentación, si los niveles de al menos uno de estos aminoácidos esenciales es insuficiente, se producen deficiencias nutritivas. Para evitarlo es preciso no utilizar el gluten como única fuente de proteínas, sino complementarlo con proteínas procedentes de otros alimentos, por ejemplo legumbres, carne y pescado. Diversos estudios han demostrado que las proteínas
tienen la capacidad de complementarse entre sí,
por lo que la combinación de diferentes proteínas vegetales permiten alcanzar las recomendaciones de ingesta
establecidas. La combinación de legumbres y cereales es muy adecuada,  debido a que se complementan los aminoácidos esenciales limitantes, convirtiéndose en una alternativa saludable al consumo de proteínas de origen animal procedentes por ejemplo de carnes rojas o huevos.

## Clasificación de los cereales y semillas por su contenido en gluten
En el siguiente cuadro se muestra cuáles granos contienen gluten y cuáles no. La espelta, el kamut y el triticale son formas o híbridos del trigo.
| Granos con gluten | Granos sin gluten |
| ----------------- | ----------------- |
| Trigo             | Trigo sarraceno   |
| Espelta           | Maíz dulce        |
| Centeno           | Mijo              |
| Cebada            | Maíz              |
| Avena             | Arroz             |
| Kamut             | Quinua            |
| Triticale         | Amaranto          |
| Escanda           |                   |

La proteína principal del gluten de centeno es la secalina y la de la cebada es la hordeína, aunque ambos contienen algo de gliadina. El arroz en sí mismo no contiene gluten, pero al procesarse o refinarse muchas veces se le añaden sustancias que lo contienen. El arroz integral, que conserva su cáscara y que no está procesado, no presenta residuos de gluten, sin embargo tiene el inconveniente de contener una concentración más alta de arsénico, pesticidas y contaminantes, por lo que sustituir el arroz blanco por el integral plantea otros riesgos.
El término trigo se utiliza comúnmente para designar diversos cereales, tanto silvestres como cultivados, que pertenecen al género Triticum, tribu Triticeae, subfamilia Poiideae, familia gramíneas. La cebada y el centeno están muy emparentados con el trigo y pertenecen a la misma tribu, sin  embargo la avena es de otra tribu de la misma subfamilia. El trigo cultivado se originó a partir de especies diploides silvestres que por hibridación dieron origen a numerosas variedades, destacando por su importancia los trigos duros que se emplean sobre todo para fabricación de pasta y los trigo harineros que se utilizan para obtener harina, gran parte de la cual sirve para la fabricación de pan. Los trigos duros son tetraploides (AABB), mientras que el trigo harinero es hexaploide (AABBDD). El trigo duro se originó hace entre 500 000 y 2 000 000 de años por hibridación espontánea entre dos especies diploides, mientras que los trigos harineros se originaron en fecha mucho más reciente, hace alrededor de 8000 años, también por un proceso de hibridación. La composición poliploide del trigo implica que sus genes están codificados por duplicado o triplicado, por este motivo la modificación de un carácter genético es más dificultosa que si se tratará de una especie diploide.. Se están investigando cultivos transgénicos para producir trigo sin gluten.

## Uso

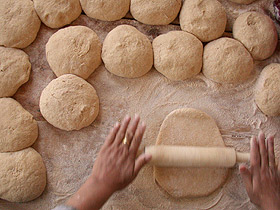
El gluten es responsable de la elasticidad de la masa de harina.

El gluten es muy demandado en todo el mundo debido a sus propiedades viscoelásticas y adhesivas únicas.

### Fabricación de pan
Las propiedades del gluten le dan al pan su consistencia y esponjosidad característica, debido a la red proteica formada por sus proteínas, las gliadinas contribuyen a la viscosidad y extensibilidad de la masa y las gluteninas le otorgan elasticidad y tensión. Dependiendo de la composición de las harinas y de su proporción de gliadinas y gluteninas se obtienen panes con diferentes características. Cuando se pretende fabricar pan sin utilizar gluten, se obtienen masas de consistencia líquida y el pan resultante es de textura disgregable y deficiencias en el sabor, siendo necesario añadir ingredientes poliméricos como la goma xantana o xantano que es un polisacárido extracelular producido por la bacteria Xanthomonas campestris que al disolverse en agua produce soluciones de viscosidad relativamente alta que permiten darle consistencia a la masa.

### Industria alimentaria
Las características físicas del gluten facilitan la producción de alimentos procesados.  Como aditivo, se emplea para conferir viscosidad, espesor o volumen a una gran cantidad de productos alimenticios.  El gluten también está presente en las hostias de comunión que se ofrecen durante la eucaristía o misa cristiana, pues se trata de pan ácimo (sin levadura) elaborado con harina de trigo.

### Plásticos biodegradables
El gluten se está empleando desde hace años en la investigación para elaborar plásticos biodegradables destinados a la conservación de alimentos y otros diversos usos, como alternativa a los plásticos basados en petróleo. Su impacto en las personas con trastornos relacionados con el gluten, así como su utilización en un amplio y creciente número de productos tanto alimenticios como de otro tipo, es un motivo de preocupación que necesita ser valorado y reglamentado.

### Otros usos
El gluten también se emplea en la fabricación de algunos médicamentos  y productos farmacéuticos, cosméticos, piensos para animales y otros productos.

## Sustitutos del gluten
La elaboración del pan sin gluten elimina esencialmente el ingrediente más crucial para la estructura y calidad del producto. Para obtener buenas masas que permitan la fabricación de pan sin la utilización de gluten se emplean diferentes harinas libres de gluten que al ser mezcladas con hidrocoloides dan como resultado final una masa con características que guardan cierta semejanza a la que se obtiene con harinas de trigo cebada o centeno.  Las harinas más utilizadas son harina de maíz y harina de arroz, también se emplea harina de amaranto, harina de quinoa, harina de trigo sarraceno, harina de fécula de patata, harina de tapioca, harina de guisantes, harina de garbanzos, harina de, harina de almendras, harina de coco y harina de lupinus, en muchas ocasiones se emplean mezclas en diferentes proporciones de varias harinas. Los hidrocoloides son ingredientes esenciales que es preciso añadir a estas harinas, son sustancias que cuando entran en contacto con el agua actúan como espesante, formando un gel. La gelatinizacion obtenida con los hidrocoloides es la que hace posible obtener masas esponjosas adecuadas para fabricar pan,  ya que  las harinas sin gluten no poseen por sí mismas las proteínas necesarias para poder formar redes moleculares que retengan el CO2 ni forman masas con las propiedades viscoelástica de los productos con gluten. Los hidrocoloides más utilizados son goma xantana, goma guar, hidroxipropilmetilcelulosa, carboximetilcelulosa, Psyllium husk, pectina e inulina.
- Goma xantana. También llamado (E415), se obtiene a partir de glucosa o sacarosa fermentada por la bacteria Xanthomonas campestris. Es una sustancia de fácil uso por ser soluble en agua fría o caliente, produciendo inmediatamente soluciones viscosas estables, además tiene la propiedad de retrasar el endurecimiento del pan.

## Trastornos relacionados con el gluten
Para la mayoría de las personas, el consumo de gluten no representa un riesgo para la salud. Sin embargo, en un porcentaje muy pequeño de la población (<1 %) con una predisposición genética específica, el gluten puede desencadenar enfermedad celíaca. La ingesta prolongada de gluten no está asociada con un mayor riesgo de enfermedades coronarias en personas sin celiaquía, por lo que no se recomienda promover dietas sin gluten como medida preventiva contra dichas enfermedades en individuos sin celiaquía. Además, los resultados de estudios sugieren que los pacientes con sensibilidad al gluten no celíaca autodiagnosticada no muestran síntomas causados realmente por el gluten. Más bien, los estudios indican que las expectativas negativas, ya sea de forma aislada o combinadas con el consumo de gluten, pueden provocar síntomas en personas con sensibilidad al gluten no celíaca, independientemente de si consumieron gluten o no, lo que apunta a un efecto nocebo significativo. Contrariamente a ciertas afirmaciones, no hay evidencia de que las variedades modernas de trigo tengan un mayor potencial inmunoestimulante relacionado con el gluten en comparación con las variedades más antiguas. Estos hallazgos contrastan con la tendencia creciente hacia las dietas sin gluten. El gluten no es indispensable para el ser humano.  Debe ser sustituido por otras proteínas animales o vegetales en las personas afectas de celiaquía y sensibilidad al gluten no celíaca. Como alternativa, estas personas deben elegir cereales libres de gluten y pseudocereales como el trigo sarraceno, la quinoa, el amaranto y la chía.

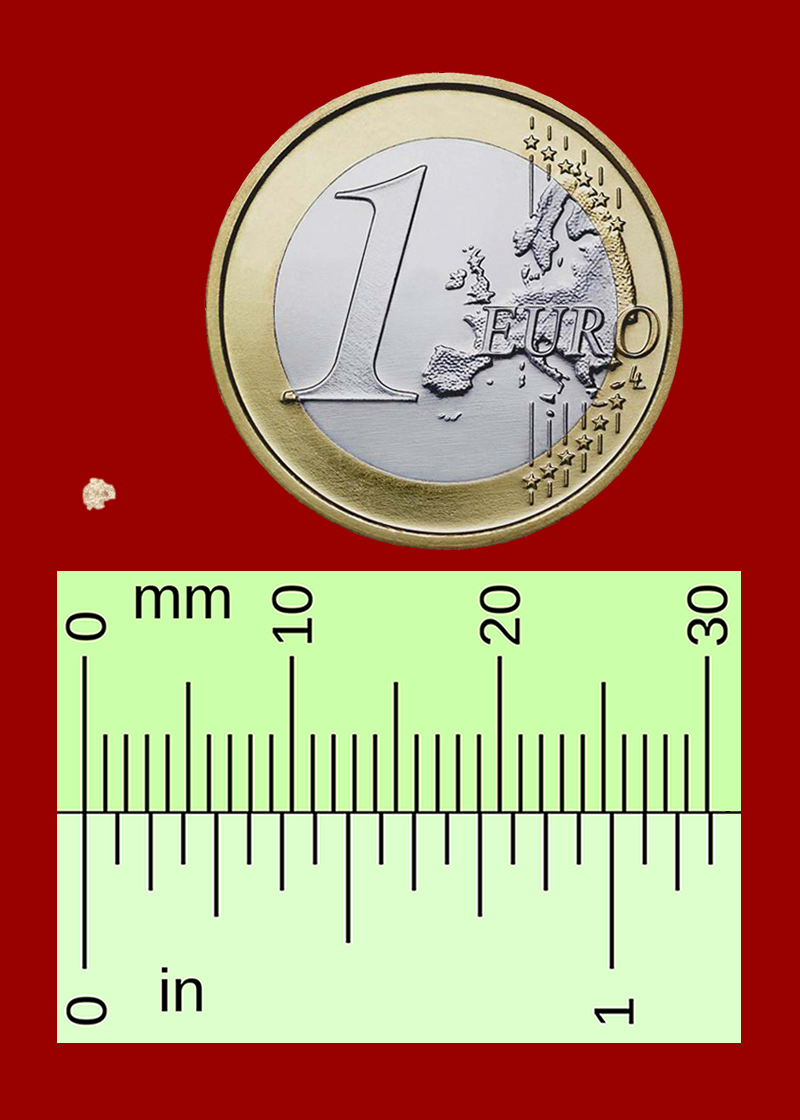
Cantidades microscópicas de gluten, como las contenidas en una mota de harina de trigo o en una sola miga de pan de este tamaño, son suficientes para que su ingestión provoque una respuesta del sistema inmunitario y la reactivación de la enfermedad en las personas celíacas o con sensibilidad al gluten no celíaca, cuando están siguiendo una dieta sin gluten, si bien puede no haber ningún síntoma obvio. El consumo de gluten, sea voluntario o no, puede producir complicaciones muy graves, tales como otras enfermedades autoinmunes, cánceres, trastornos neurológicos, enfermedades cardiovasculares y osteoporosis, entre otras.

El número de personas afectadas por los diversos trastornos relacionados con el gluten está aumentando de manera constante. No obstante, debido al escaso conocimiento sobre estos trastornos entre los profesionales de la salud, que tiende a perpetuarse, y pese a que se ha incrementado el número de diagnósticos en comparación con años anteriores, en la actualidad prácticamente la totalidad de los casos reales continúa sin reconocer, sin diagnosticar y sin tratar.

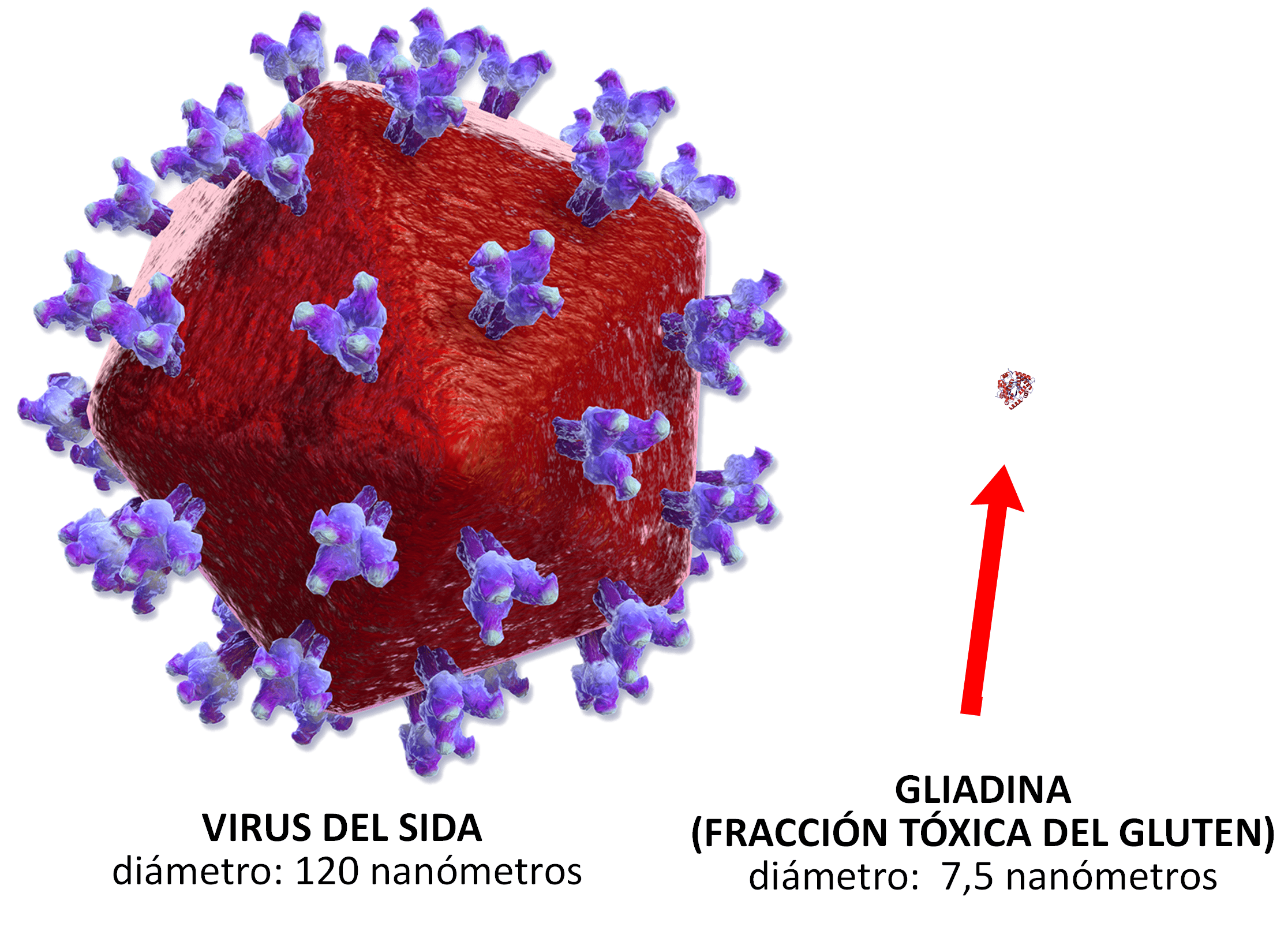
Comparativa de tamaño: virus del SIDA (izda.) versus gluten (dcha.). Los péptidos tóxicos del gluten son capaces de atravesar tanto la barrera intestinal como la barrera hematoencefálica y acceder y dañar a cualquier órgano o tejido corporal.

Las cifras de niños que continúan sin diagnóstico oscilan entre el 80% y el 90%. La mayor parte de las personas afectadas, especialmente a partir de los dos años de vida, solo presenta síntomas digestivos leves, intermitentes o incluso ausentes, probablemente debido al efecto opioide del gluten, que enmascara el daño intestinal, aunque sí desarrollan otros trastornos asociados que pueden afectar prácticamente a cualquier órgano.  mientras que otras muchas son personas que se han acostumbrado a vivir con un estado de mala salud crónica como si fuera normal.
La gliadina es la fracción soluble en alcohol del gluten y contiene la mayor parte de los productos que resultan tóxicos para las personas con predisposición genética; asimismo, provoca aumento de la permeabilidad intestinal (involucrada en el desarrollo de enfermedades autoinmunes, cáncer, infecciones y alergias) independientemente de la predisposición genética, es decir, tanto en celíacos como en no celíacos. Otros cereales, por su proximidad taxonómica, contienen péptidos tóxicos homólogos: cebada (hordeínas), centeno (secalinas), avena (aveninas) y sus variedades e híbridos, como kamut y triticale. Todas estas proteínas se denominan colectivamente gluten. La harina de los granos libres de gluten tiene que estar certificada libre de gluten para su consumo por personas celíacas o con sensibilidad al gluten no celíaca. Debe molerse en molinos independientes de los cereales con gluten, pues de lo contrario no sería apta, debido a la presencia de contaminaciones cruzadas.
El gluten también puede afectar por inhalación a las personas celíacas.
Los trastornos neurológicos causados por el consumo de gluten se denominan neurogluten. Las probabilidades de que los médicos sospechen la relación con el gluten son muy bajas, especialmente cuando no hay síntomas digestivos o lesión intestinal. A pesar de las evidencias basadas en los casos documentados y los estudios con pequeñas series de pacientes, el número de neurólogos que toman en consideración la neurotoxicidad del gluten en personas celíacas o con sensibilidad al gluten no celíaca es muy reducido. Según el neurólogo Marios Hadjivassiliou, pionero a nivel mundial en el estudio de la ataxia por gluten, "Que la sensibilidad al gluten sea considerada principalmente una enfermedad del intestino delgado es un error histórico (...) puede ser principalmente, y a veces exclusivamente, una enfermedad neurológica".

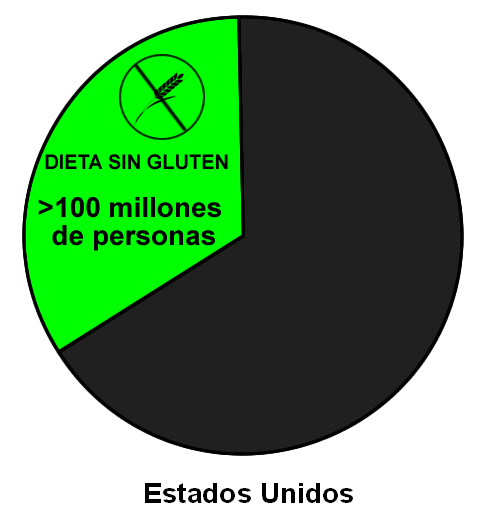
Número de personas que evitan comer gluten en Estados Unidos.

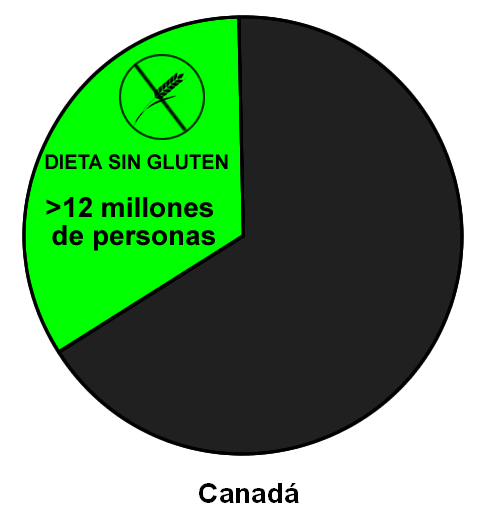
Número de personas que evitan comer gluten en Canadá.

Desde la primera década del siglo XXI ha quedado claro que, junto con la enfermedad celíaca, existen otras enfermedades causadas por la ingestión de gluten. “Trastornos relacionados con el gluten” es el término actualmente aceptado para denominarlas. Se desaconseja utilizar el término “intolerancia al gluten”, por su falta de precisión.
En los consensos de Londres (febrero de 2011) y Oslo (junio de 2011) se reconocen tres formas principales de los trastornos relacionados con el gluten: 
1. la alergia al trigo,
2. la forma autoinmune (que incluye la enfermedad celíaca, la dermatitis herpetiforme y la ataxia por gluten) y
3. la sensibilidad al gluten no celíaca.

### La alergia al trigo (AT)
Es la menos frecuente. Se trata de una reacción inmunitaria adversa a las proteínas del trigo, mediada por anticuerpos de tipo IgE frente a diversos componentes proteicos del grano de trigo. Sus manifestaciones incluyen la alergia alimentaria clásica, síntomas gastrointestinales, cutáneos y respiratorios; la anafilaxia inducida por el ejercicio dependiente del trigo (AIEDT); el asma ocupacional (asma del panadero) y la urticaria de contacto. El diagnóstico se realiza a través de pruebas de punción cutánea o por determinación sanguínea de anticuerpos frente a las proteínas del trigo de clase IgE. A menudo es necesario efectuar pruebas de provocación.

### La forma autoinmunitaria, que incluye la enfermedad celíaca, la dermatitis herpetiforme y la ataxia por gluten

#### La enfermedad celíaca (EC)
La enfermedad celíaca ha sido considerada tradicionalmente como un trastorno únicamente digestivo, pero actualmente se sabe que se trata realmente de una enfermedad crónica, multiorgánica autoinmune, que afecta al intestino y puede dañar prácticamente cualquier órgano o tejido. Es inducida por la ingesta de gluten, en personas con predisposición genética. Si bien se produce una "intolerancia permanente" al gluten, no se trata de una simple intolerancia alimentaria, ni mucho menos de una alergia. Sin el tratamiento estricto y mantenido de por vida, puede provocar complicaciones de salud muy graves, entre las que cabe señalar diversos tipos de cáncer (tanto del aparato digestivo, con un incremento del riesgo del 60%, como de otros órganos), trastornos neurológicos y psiquiátricos, otras enfermedades autoinmunes y osteoporosis.

La enfermedad celíaca puede provocar síntomas muy variados o enfermedades asociadas. Una gran parte de enfermos celíacos son completamente asintomáticos a nivel digestivo, por períodos de tiempo prolongados. Las múltiples enfermedades asociadas suelen preceder a la aparición de la enfermedad celíaca, aunque también pueden manifestarse simultáneamente e incluso después del diagnóstico. Los casos de presentación clásica, que incluyen manifestaciones de un síndrome de malabsorción grave con esteatorrea y signos de malnutrición, serología positiva (transglutaminasa superior a 2-3 U/ml) y atrofia vellositaria, son prácticamente excepcionales, especialmente a partir de la edad de 2 años.
Se trata de una de las enfermedades con base genética más frecuentes, con una prevalencia media del 2% en la población general, y puede debutar a cualquier edad de la vida. Los avances realizados en los últimos años en la identificación de las múltiples manifestaciones de la enfermedad celíaca y la reforma de los protocolos diagnósticos aún no han llegado a la mayoría de profesionales a los que acude a consultar el paciente por las molestias variadas y diversas que presenta. El retraso medio entre el comienzo de los síntomas y el momento del diagnóstico es, por término medio, de unos 20 años. Aproximademante el 83% de los casos permanece sin diagnosticar en la actualidad.
El único tratamiento actualmente disponible consiste en el seguimiento de una dieta sin gluten estricta y mantenida de por vida, cuyo cumplimiento continuado produce la mejoría de los síntomas y evita o disminuye la aparición de las numerosas enfermedades y complicaciones asociadas. Asimismo, el retraso en el diagnóstico de la enfermedad celíaca aumenta la probabilidad de desarrollar cánceres. El efecto protector de la dieta sin gluten es especialmente eficaz cuando se inicia durante el primer año de vida.

#### La dermatitis herpetiforme (DH)

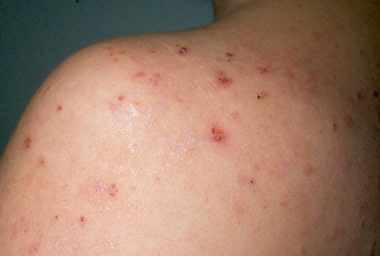
Dermatitis herpetiforme en hombro y espalda

La dermatitis herpetiforme es la manifestación cutánea de la enfermedad celíaca. Se presenta en alrededor del 25% de los pacientes con enfermedad celíaca, pudiendo aparecer a cualquier edad de la vida. Es tan característica, que se considera “la enfermedad celíaca de la piel”, así como la “tarjeta de visita” del paciente celíaco, ya que su hallazgo aparece solo en individuos celíacos.
La exposición a los rayos ultravioletas de la luz solar y los microtraumas cutáneos repetidos son factores externos que favorecen la aparición y mantenimiento de las lesiones cutáneas típicas de la DH.
La dermatitis herpetiforme desaparece por completo con la dieta sin gluten (DSG), que constituye su mejor y único tratamiento. Puede reaparecer en pacientes que tienen en apariencia un buen seguimiento de la DSG, por transgresiones de la dieta tanto voluntarias como inadvertidas.

#### La ataxia por gluten (AG)
La ataxia por gluten es una enfermedad autoinmunitaria que se caracteriza por la aparición de un daño irreversible en el cerebelo, debido a que el propio sistema inmunitario ataca y destruye por error unas neuronas denominadas células de Purkinje. Se manifiesta como un cuadro de ataxia cerebelosa progresiva (alteración del equilibrio, torpeza, pérdida de coordinación), o más raramente en combinación con mioclonias y temblor palatal, todo ello independientemente de la presencia o ausencia de afectación intestinal.
Como ocurre con la dermatitis herpetiforme, menos del 10% de los pacientes experimentan síntomas digestivos, pero aproximadamente una tercera parte muestra diferentes grados de afectación intestinal. Puede aparecer en pacientes de todas las edades, incluyendo niños.
La recomendación actual es que los pacientes con ataxia cerebelar progresiva deben ser evaluados para enfermedad celíaca.
El tratamiento consiste en la dieta sin gluten en todos los casos, aunque no haya afectación intestinal (tanto celíacos como no celíacos). La respuesta al tratamiento depende de la duración de la ataxia antes del diagnóstico. La muerte de las neuronas del cerebelo es el resultado de la exposición prolongada al gluten y es irreversible. Es indispensable un diagnóstico temprano, ante los primeros síntomas y antes de que se complete la muerte de las neuronas. El diagnóstico y tratamiento precoces consiguen la detención del proceso autoinmune y la recuperación sintomática del paciente. Por el contrario, si el diagnóstico se realiza tarde, cuando ya se ha destruido una cantidad considerable de neuronas, la respuesta a la dieta sin gluten es pobre o nula. La principal causa de falta de mejoría con la dieta sin gluten se debe a transgresiones, tanto voluntarias como inadvertidas (dieta no estricta).

### La sensibilidad al gluten no celíaca (SGNC)
La sensibilidad al gluten no celíaca es posiblemente inmuno-mediada. Se trata de la forma más frecuente actualmente de los trastornos relacionados con el gluten, con una prevalencia estimada 6-10 veces mayor que la de la enfermedad celíaca (hasta un 13% de la población). Es nombrada por algunos como sensibilidad al gluten (SG), o mejor como sensibilidad al gluten no celíaca (SGNC), término aceptado por la mayoría de las autoridades en esta materia.
Un número cada vez mayor de personas padece un conjunto de síntomas gastrointestinales (algunos achacados a un síndrome del intestino irritable o SII) o de otro tipo (que pueden afectar prácticamente a cualquier órgano), que mejoran o desaparecen completamente tras eliminar el gluten de la dieta y reaparecen al volver a ingerirlo. El proceso diagnóstico habitualmente se basa en la exclusión de una enfermedad celíaca y de una alergia al trigo, como procesos más afines, y en la respuesta a la dieta sin gluten. 
Como sucede con la enfermedad celíaca, en la sensibilidad al gluten no celíaca pueden desarrollarse síntomas tanto digestivos como no digestivos.
Actualmente, la única terapia que existe para los pacientes celíacos o con sensibilidad al gluten no celíaca consiste en la instauración de una dieta sin gluten estricta durante toda la vida.

### Trastornos neurológicos: neurogluten

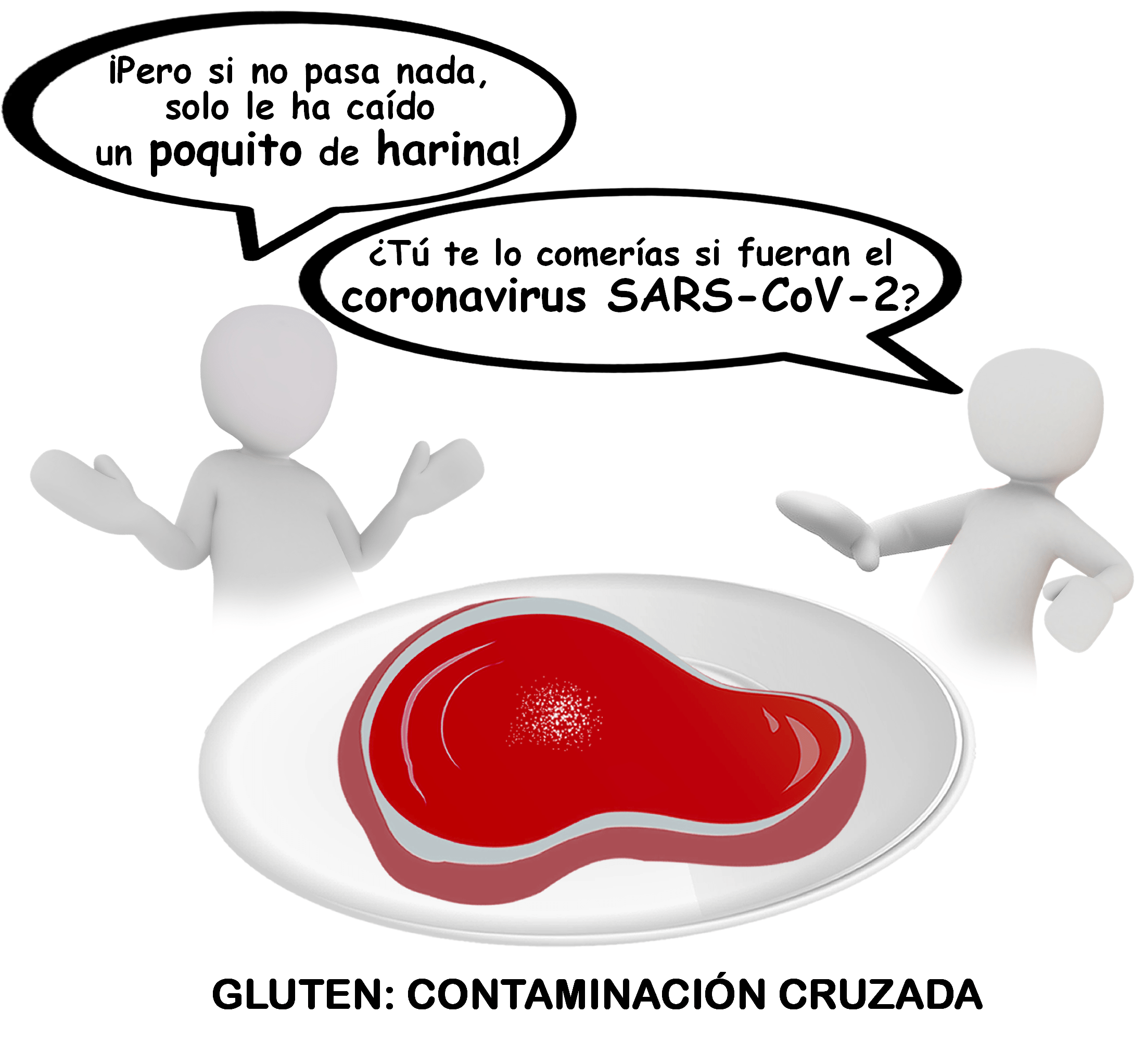
Viñeta comparativa que representa el peligro de la contaminación cruzada en personas celíacas o con sensibilidad al gluten no celíaca. El gluten actúa a nivel microscópico, activando el sistema inmunitario.

Los trastornos neurológicos relacionados con el gluten, denominados por algunos autores como neurogluten, son diversas enfermedades neurológicas causadas por el consumo de gluten (proteínas presentes en el trigo, cebada, centeno y avena) que afectan a algún órgano o tejido del sistema nervioso.  Estos trastornos pueden desarrollarse independientemente de que la persona tenga síntomas digestivos o lesión intestinal. Es decir, tanto en celíacos como en no celíacos, la enfermedad reconocida desde 2010 denominada sensibilidad al gluten no celíaca, en la que todas las pruebas para enfermedad celíaca son negativas y se diagnostica por la mejoría al retirar estrictamente el gluten de la dieta.

### Permeabilidad intestinal aumentada

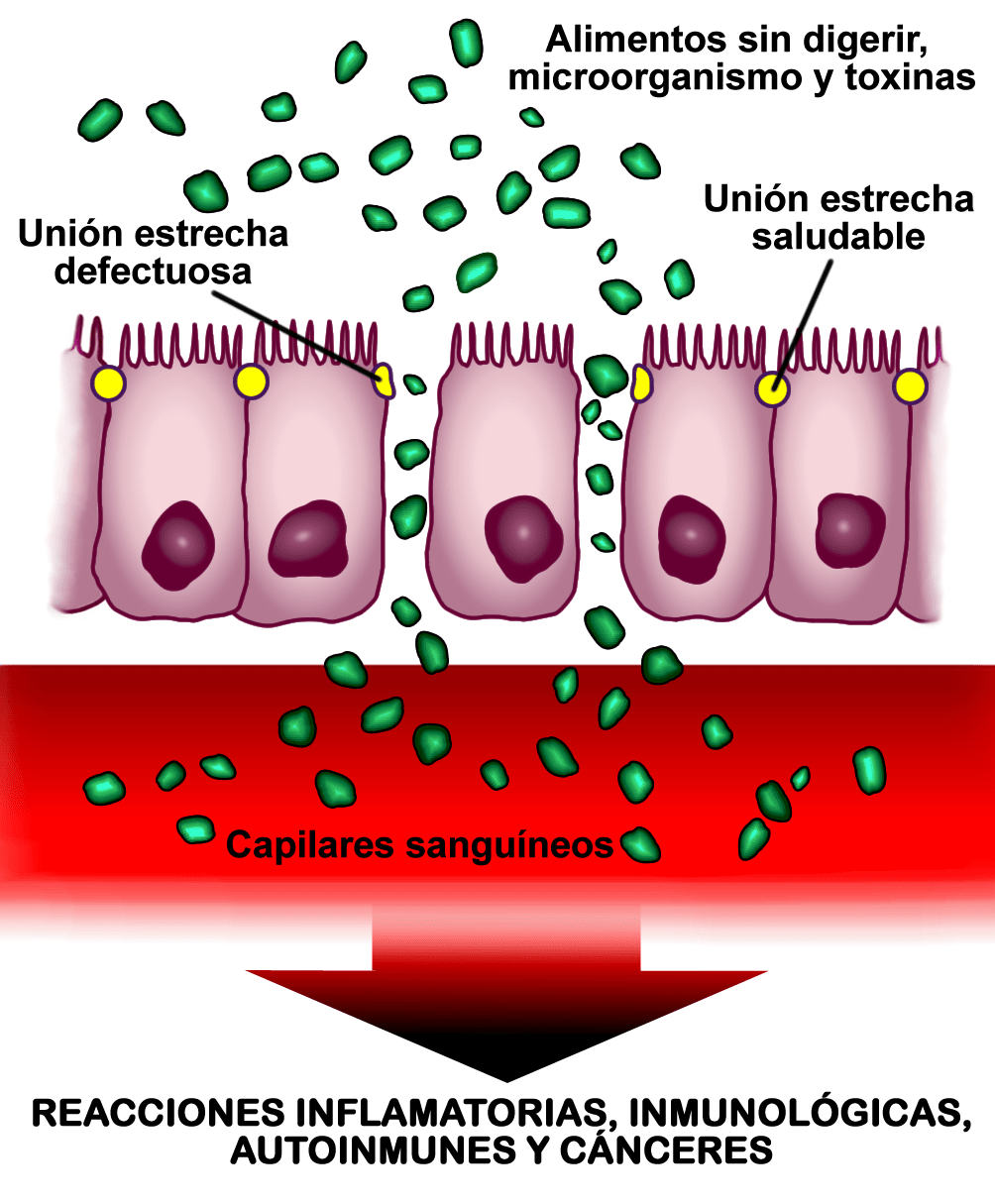
Esquema de la pared del intestino. Se observa cómo la apertura de las uniones estrechas intercelulares (permeabilidad intestinal aumentada) permite el paso sin control de sustancias al torrente sanguíneo, con el consiguiente posible desarrollo de enfermedades autoinmunes, inflamatorias, infecciones, alergias o cánceres, tanto intestinales como en otros órganos.

El gluten y ciertas bacterias intestinales son los dos factores más potentes que provocan un aumento de la permeabilidad intestinal, independientemente de la predisposición genética, es decir, tanto en celíacos como en no celíacos. Este aumento de la permeabilidad intestinal provoca que pasen a la sangre sustancias que no deberían pasar (toxinas, químicos, microorganismos y alimentos incompletamente digeridos) y que, dependiendo de la predisposición genética de la persona, puedan desarrollarse diversos trastornos de salud.
Existen evidencias de que la alteración de la permeabilidad intestinal está implicada en el desarrollo de diferentes patologías, entre ellas enfermedades autoinmunes, varios tipos de cánceres, enfermedades del sistema nervioso, procesos inflamatorios y
alérgicos. 

### Dieta en celiaquía y trastornos relacionados
Más de la mitad de los alimentos que se comercializan actualmente contiene gluten como espesante o aglutinante, en forma de contaminación cruzada. Suponen un grave riesgo para la salud de los celíacos y las personas con sensibilidad al gluten no celíaca, por lo que es preciso un control riguroso del contenido en gluten para su certificación como alimentos aptos para el consumo por pacientes celíacos.
Se ha demostrado que ni la exposición temprana al gluten ni la duración de la lactancia materna previenen el riesgo de desarrollar la enfermedad celíaca, si bien el retraso en la introducción del gluten se asocia con un retraso en la aparición de la enfermedad. Esto contradice las recomendaciones dictadas en 2008 por la Sociedad Europea de Gastroenterología Pediátrica (ESPGHAN por sus siglas en inglés) para las familias de niños con riesgo de desarrollar la enfermedad celíaca, que consistían en introducir gradualmente pequeñas cantidades de gluten en la dieta durante el período comprendido entre los 4 a 7 primeros meses de vida, mientras se mantenía la lactancia materna, con el hipotético objetivo de enseñar al sistema inmunitario a tolerar el gluten para que no atacara por error al organismo.
La genética de riesgo (presencia de los haplotipos HLA-DQ2, HLA-DQ8 o alguno de sus alelos) es un importante factor que predice la posibilidad de desarrollar la enfermedad celíaca.
Se ha confirmado la presencia en la leche materna de altos niveles de gliadina no degradada (superiores en el calostro) en las mujeres que se alimentan de una dieta normal.
La introducción de la avena en la dieta sin gluten es un tema de debate.
Las distintas variedades de avena tienen distintos grados de toxicidad para las personas celíacas o con sensibilidad al gluten no celíaca.
Algunas variedades de avena pura (sin contaminación con otros cereales con gluten) parecen tener en teoría un bajo grado de toxicidad y algunos expertos opinan que podrían ser incluidas en la dieta sin gluten, pero sería imprescindible conocer exactamente la variedad empleada y no existe actualmente ninguna reglamentación al respecto. El etiquetado como avena "avena pura", "avena sin gluten" o "avena libre de gluten" no se refiere a estas variedades, las cuales no han sido aún identificadas, no se han hecho estudios suficientes, ni se conoce el efecto a largo plazo en los celíacos del consumo de avena pura, por lo que aún no se pueden hacer recomendaciones firmes sobre si es o no posible la inclusión de "avena pura" en la dieta sin gluten.
Si bien el maíz ha sido considerado tradicionalmente un cereal seguro en la dieta libre de gluten, algunos celíacos o sensibles al gluten pueden tener intolerancia a las prolaminas del maíz (horceínas), en cuyo caso deben suprimir su consumo, como se deduce de unos estudios recientes, realizados en México en el año 2012.
La retirada del maíz de la dieta en algunos casos que no responden a la dieta sin gluten permite el control de la enfermedad, con desaparición de los síntomas y recuperación del daño en la mucosa intestinal.